# Herb Eschen

Herb Eschen.

Herb Eschen – jeden z symboli gminy Eschen w postaci herbu nadany przez księcia Franciszka Józefa II 16 kwietnia 1942 roku.
Herb przedstawia białą gołębice z czerwonymi nogami i oczami, trzymającą zakrwawione strzępki drewna, unoszącą się nad srebrną falbaną, na błękitnej tarczy. Nawiązuje on do opactwa benedyktynów ze szwajcarskiego Pfäfers, które przez niespełna tysiąc lat miało tu jedną ze swoich siedzib.